# Су-17

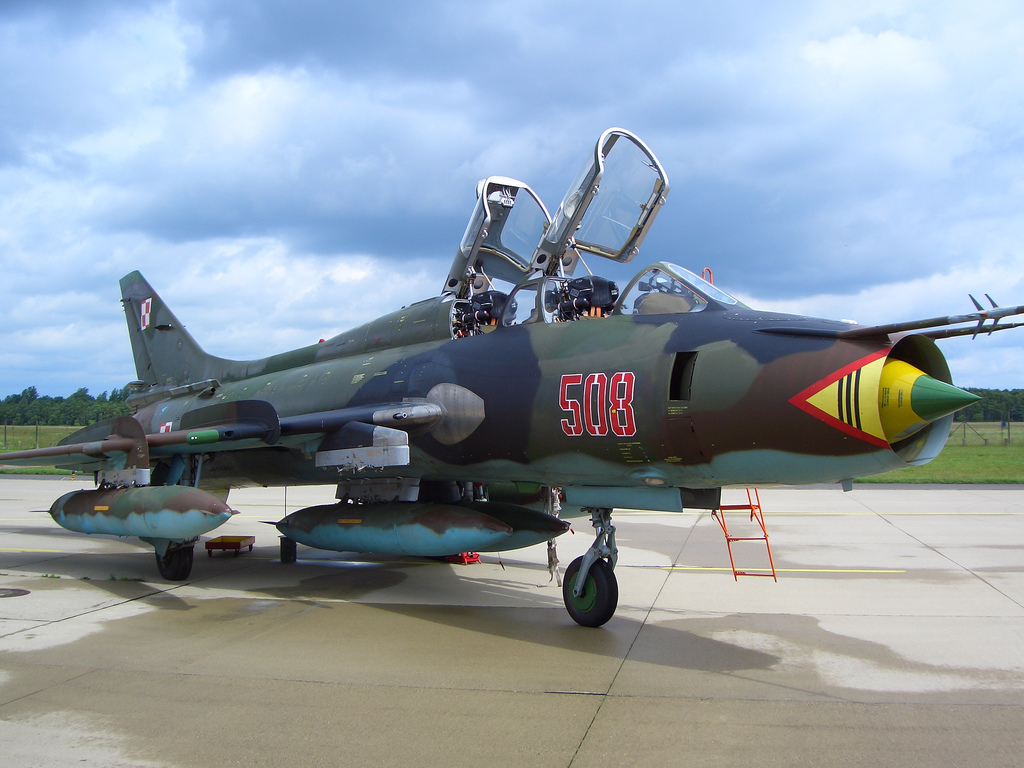
Су-22УМ3К из состава ВВС Польши

Су-17, по кодификации НАТО: Fitter — монтажник) — советский истребитель-бомбардировщик, разработанный в первой половине 1960-х годов.
Первый советский самолёт с крылом изменяемой стреловидности. Первый в мире летательный аппарат такого типа, построенный большой серией.
Три десятилетия состоял на вооружении ВВС СССР и России, широко экспортировался под обозначениями Су-20 и Су-22, применялся и применяется в ряде вооружённых конфликтов.

## История создания
В начале 1960-х годов перед ОКБ П. О. Сухого была поставлена задача глубокой модернизации недавно поступившего на вооружение истребителя-бомбардировщика Су-7. Модернизация была направлена на улучшение бортового радиоэлектронного оборудования, а также взлётно-посадочных характеристик самолёта. Было реализовано набиравшее популярность в то время техническое решение — крыло изменяемой геометрии. Ведущим конструктором по новой машине был Николай Григорьевич Зырин.
Первый прототип будущего самолёта имел обозначение Су-7ИГ (ИГ — изменяемая геометрия крыла, внутреннее обозначение в ОКБ — С-22И) и представлял собой серийный Су-7БМ с новым крылом и несколько изменённой конструкцией фюзеляжа. Первый полёт на прототипе совершил 2 августа 1966 года лётчик-испытатель Владимир Ильюшин). В июле 1967 года самолёт был впервые продемонстрирован на воздушном параде в Домодедове.
Испытания машины с крылом изменяемой геометрии выявили улучшение взлётно-посадочных характеристик и увеличение дальности и продолжительности полёта. В ноябре 1967 года вышло совместное Постановление ЦК КПСС и Совета Министров СССР о начале серийного производства самолёта в 1969 году. В конструкцию был внесён ряд изменений. Предсерийный самолёт получил обозначение «изделие С-32»; первый полёт 1 июля 1969 года выполнил лётчик-испытатель Евгений Кукушев.
Серийный выпуск Су-17 начался на авиационном заводе имени Ю. А. Гагарина в Комсомольске-на-Амуре в 1969 году.
Первой строевой частью, вооружённой новыми самолётами, стал 523-й авиационный полк истребителей-бомбардировщиков Дальневосточного военного округа в октябре 1970 года.
Производство самолётов семейства Су-17 продолжалось до 1990 года, всего произведено 2 867 самолётов всех модификаций.

## Конструкция

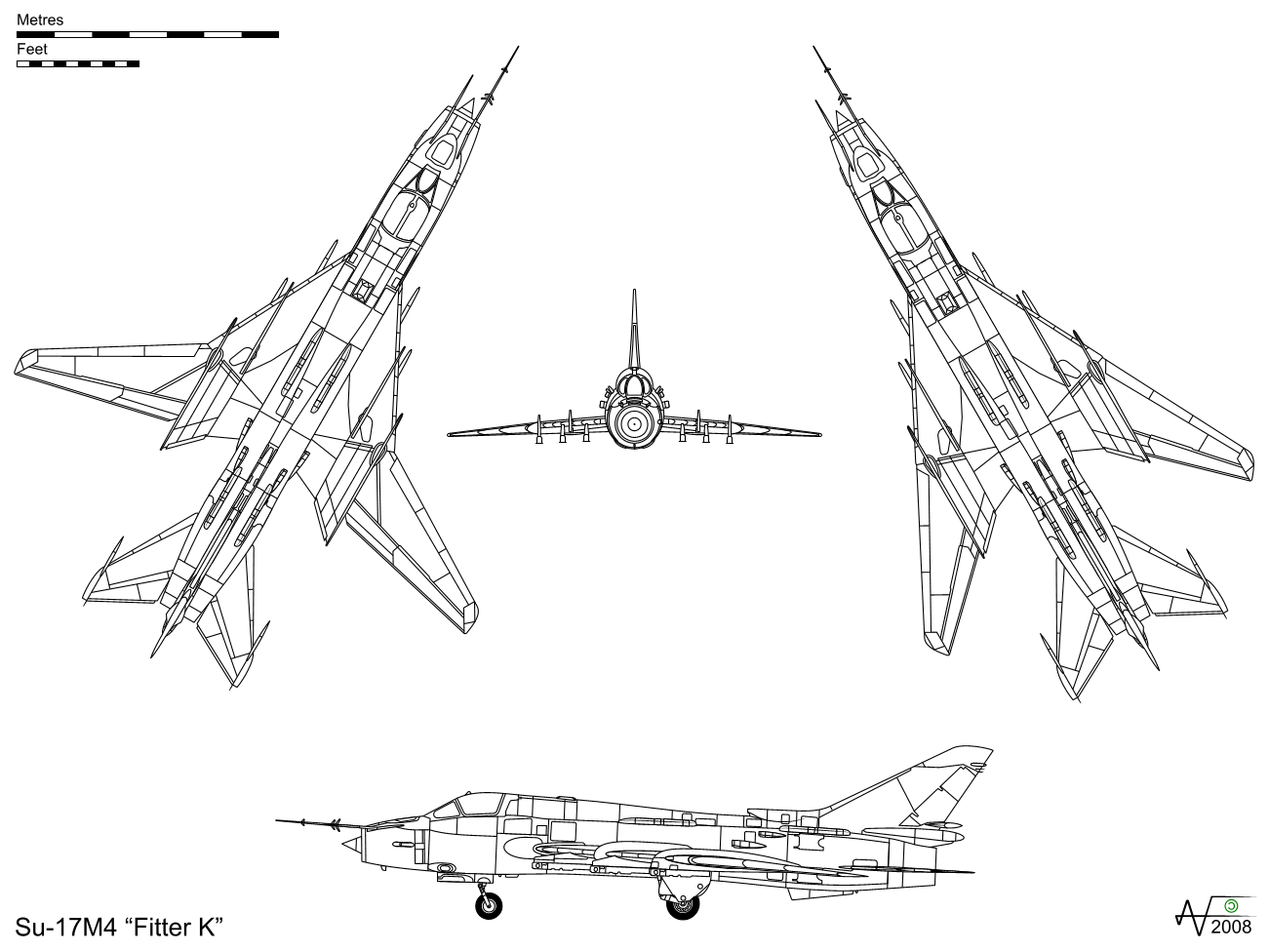
Основные проекции самолёта Су-17М4

Самолёт Су-17 в значительной мере повторяет конструкцию самолёта Су-7, с которого для снижения массы базовой конструкции была снята бронезащита и все средства обеспечения боевой живучести.
Первая машина С-22И практически не отличалась от серийного Су-7 ничем, кроме крыла, и являлась, по сути, демонстратором новой технологии — крыла переменной стреловидности. Самолёт успешно прошёл все испытания, но впоследствии был разбит в аварии.
Затем были построены два предсерийных прототипа под индексами С32-1 и С32-2, укомплектованные новым навигационным и пилотажным оборудованием. В частности, вместо автопилота АП-28И-2 устанавливалась система автоматического управления САУ-22.
После двух прототипов была построена головная 85-я серия из десяти машин (нумерация серий продолжала линейку Су-7). Полностью был перекомпонован фюзеляж самолёта. Кабина переходила в гаргрот, как на Су-7У, в котором теперь были установлены агрегаты самолётных систем. Количество технологических люков увеличили и сделали их более удобными. Фонарь кабины стал открываться вверх. Его передняя часть состояла из лобового и двух боковых стёкол с электрообогревом. Для улучшения обзора три первые машины 86-й серии (8601—8603) получили беспереплётные козырьки с обдувом тёплым воздухом, отбираемым за 9-й ступенью компрессора двигателя, но по результатам испытаний, прошедших в 4-м Центре боевого применения и переучивания личного состава ВВС в Липецке, новая конструкция фонаря принята не была и все последующие машины выпускались с традиционным остеклением.
Установлено модифицированное катапультное кресло КС4-С32, которое в случае аварии позволяло катапультироваться также и на разбеге/пробеге при скорости свыше 140—170 км/ч.
Топливная система была изменена: топливо теперь размещалось в трёх мягких вкладных баках, в одном герметичном отсеке в фюзеляже и двух кессонах в крыле. Также под самолёт можно было подвесить до четырёх дополнительных баков ёмкостью по 600 литров от Су-7Б, или два новых подвесных бака ПТБ-1150 по 1150 литров.
Крыло было почти полностью аналогично установленному на опытной машине С-22И. Длина неподвижной части крыла (НЧК) составляет примерно половину длины подвижной (ПЧК). В положении максимальной стреловидности крыло в плане примерно соответствует крылу самолёта Су-7.
На неподвижной части навешен сдвижной закрылок, а на поворотной — предкрылок, поворотный закрылок и элерон. Диапазон изменения стреловидности крыла от 30 до 63 градусов. Поперечное «V» крыла −3 градуса, установочный угол +1 градус, относительная толщина профиля 7—8 %.
Поворот подвижных частей консоли обеспечивал гидромеханический привод ГМП-22, состоящий из двух гидромоторов ГМ-40, редукторов (двух основных и двух угловых), винтовых механизмов и синхронизирующего вала, проходившего с помощью карданов через фюзеляж с огибанием воздушного канала двигателя. С целью повышения надёжности гидромоторы питались от двух разных гидросистем. На верхней поверхности неподвижной части крыльев установили по аэродинамическому гребню (начиная с машины № 9221 стали ставить по два гребня с каждой стороны, затем по три). Специально для поворотного узла в ЦИАТИМе была разработана смазка «Свинцоль».
Хвостовое оперение стреловидное, свободнонесущее — состоит из управляемого стабилизатора, выполненного из двух раздельных половин, и вертикального оперения (киля и руля направления). Угол стреловидности горизонтального и вертикального оперения по линии 25 % хорд равен 55°.
Для управления рулевыми поверхностями самолёта применяются необратимые гидроусилители. Два для элеронов — БУ-220ДП2 и БУ-220ДЛ2 (правый и левый), два для стабилизатора — БУ-250П и БУ-250Л, и один для руля направления — БУ-250ДРП. Для создания на ручке и педалях нагрузок, имитирующих усилия от аэродинамических моментов на органах управления, в системе установлены пружинные механизмы загрузки.
Гидравлическая система состоит из трёх самостоятельных систем: силовой и двух бустерных (первой и второй). Каждая система имеет свой гидронасос. Силовая гидросистема обеспечивает: изменение стреловидности (поворот крыла), уборку и выпуск шасси, закрылков и предкрылков, открытие-закрытие створок подпитки, питание рулевого агрегата системы САУ-22 и управление поворотом передней ноги шасси. Бустерные гидросистемы питают бустера управления стабилизатором, элеронами и рулём направления. Обе системы работают параллельно, в случае отказа одной из них исправная обеспечивает управление самолётом, развивая половинное усилие на исполнительных штоках гидроусилителей. Гидромоторы ГМ-40, управляющие поворотными частями консолей крыла, питаются от силовой и первой бустерной гидросистем. Во всех гидросистемах используется масло АМГ-10 с рабочим давлением 215 кгс/см2 в бустерных ГС и 210 кгс/см2 в силовой ГС.
Пневмосистема самолёта с давлением воздуха 150 кгс/см2 обеспечивает основное и аварийное торможение колёс главных ног шасси, аварийный выпуск шасси и закрылков, перезарядку пушек, герметизацию фонаря, его эксплуатационное открытие и закрытие, а также наддув гидробака силовой гидросистемы.
Шасси самолёта отличается от установленного на Су-7 — поменялась кинематика уборки и были доработаны створки. Во избежание попадания грязи в нишу передней стойки первая по полёту пара створок при движении по земле закрывалась. На основных стойках устанавливались по одному тормозному колесу КТ69/4Ш (880×230 мм), на передней стойке стояло одно нетормозное колесо К2-106А (660×200 мм). Вместо колёс на основные стойки могли монтироваться лыжи с титановыми полозьями, которые можно было использовать на грунтовых ВПП (с прочностью покрытия 8 кгс/см2 или меньше) и зимой — на аэродромах с укатанным снегом. Для удержания самолёта на старте и для аварийного торможения, начиная с самолёта № 8701, сразу же за носком лыжи размещался мощный титановый башмак, выдвигавшийся из полоза под действием пневмоцилиндра. Впрочем, лыжное шасси на самолёте не прижилось и в эксплуатации предпочитали расчищать аэродромы от снега, а с грунта практически не летали.
На самолёт был установлен модифицированный двигатель АЛ-7Ф1-250, имевший несколько бо́льшую тягу на форсаже (9600 кгс). На двигателе была установлена дублированная автоматика компрессора и система высотно-скоростной коррекции приёмистости. Для замены двигателя фюзеляж расстыковывался на две части. Для сокращения длины разбега могли использоваться сбрасываемые пороховые ускорители СПРД-110, развивающие кратковременную тягу до 3000 кгс.
Источники питания электрооборудования самолёта — сеть постоянного тока 28 вольт и сеть переменного однофазного тока 115 вольт, 400 герц. Источниками тока служат два генератора постоянного тока ГС-12Т, генератор переменного тока СГО-8ТФ и никель-кадмиевые аккумуляторы 20НКБН25.
Оборудование Су-17 первоначально в значительной мере было аналогично установленному на Су-7. Установили радиостанцию Р-832М «Эвкалипт» (на первых сериях — Р-802В), а также радиовысотомер РВ-5 «Репер». Для предупреждения лётчика об облучении РЛС противника установили станцию СПО-3 «Сирена-3». Расположение её антенн на Су-17 менялось в зависимости от серий. Помимо радиокомпаса АРК-10, самолёт оснастили радиосистемой ближней навигации и посадки РСБН-5С «Искра-К». Её антенны, образовавшие вместе с ВЧ-фидерами систему «Пион ГТ-32», разместились на штанге основного ПВД и на верхушке киля. Начиная с самолёта № 9126 стали устанавливать датчик углов атаки ДУА-ЗМ с указателем угла атаки и перегрузки. Начиная с машины № 9025 в САУ ввели блок малых высот, который позволял выполнять автоматический полёт с огибанием рельефа местности по данным радиовысотомера, в пределах 200—500 метров (САУ-22-1). Установили доработанные прицелы ПБК-2КЛ (для бомбометания с кабрирования) и стрелковый прицел АСП-ПФМ-Б-7, с расширенными возможностями при атаке наземных целей (на первых машинах сопряжённый с СРД-5М). Для записи полётной информации установили самописец САРПП-12Г (САРПП-12ГМ).
Для подвески тактического ядерного боеприпаса (бомбы свободного падения) имелся специальный подфюзеляжный балочный держатель БД3-56ФНМ. На самолёт также установили КБУ (кодо-блокировочное устройство) — для применения спецбомбы лётчику необходимо было ввести цифровой код, что исключало несанкционированный сброс.
Именно на Су-17 стал практиковаться сброс ядерной бомбы с кабрирования (бомбометание с полупетли). Самолёт выполнял полупетлю, сбрасывая бомбу в положении около 90 градусов, после чего лётчик включал форсаж и на большой скорости уходил назад от эпицентра взрыва. Для имитации спецбоеприпаса была разработана бомба ИАБ-500, дававшая характерную световую вспышку и дымный «гриб».

### Су-17М
В 1971 году самолёт модифицировали установкой нового двигателя АЛ-21Ф. Первоначально этот двигатель развивал тягу на форсаже 8900 кгс, впоследствии его заменили на более мощный ТРДФ АЛ-21Ф-3 с тягой на форсаже 11200 кгс. Габариты двигателя: длина с форкамерой — 5160 мм (без ФК — 3330 мм), максимальный диаметр — 1030 мм. Сухой вес двигателя составляет 1720 кг. Расход топлива на максимале — 0,86 кг/кгс·ч. В качестве топлива применяется авиационный керосин марок Т-1, ТС или РТ.
Были переделаны фюзеляж и механизм поворота крыла — установлен новый вал синхронизации без карданов. Топливная система состояла из одного резинового вкладного бака (первого по полёту) и трёх кессонов, следовавших друг за другом, а также двух кессонов в неподвижной части крыла. Установили новую станцию предупреждения о радиолокационном облучении СПО-10 «Сирена-ЗМ» и радиокомпас АРК-15 «Тобол».
Масса наружной подвески увеличена до четырёх тонн, были добавлены ещё два подфюзеляжных узла, с которыми общее число держателей БДЗ-57М или МТ дошло до восьми. Под фюзеляжем для этого оборудовали четыре пары узлов держателей, причём в варианте установки только двух БД они крепились на средние, вторую и третью пары.
На вооружении самолёта теперь были многозамковые балочные держатели МБД3-У6-68 и контейнеры малогабаритных грузов КМГ-У, блоки С-8 и С-25. Также была принята противорадиолокационная ракета фронтовой авиации Х-28. Для пуска ракеты на самолёт подвешивался контейнер с аппаратурой «Метель-А». Ракета имела двухкомпонентный жидкостный двигатель с токсичным топливом ТГ-02 и ещё более токсичным окислителем АК-27И, что делало её практическое применение чрезвычайно сложным делом.

### Су-17М2
В 1976 году начат серийный выпуск совершенно новой модификации самолёта. Отработка велась на трёх предсерийных машинах. Нумерация серийных машин в производстве началась заново с нуля.
Основные изменения коснулись бортового оборудования — на машину установили навигационный комплекс КН-23 (от самолёта МиГ-23), состоявший из инерциальной курсовертикали ИКВ, доплеровского измерителя скорости и сноса ДИСС-7, системы воздушных сигналов, пульта ввода данных и аналогового вычислителя В-144. Совместно с новыми РСБН-6С «Ромб-К» и САУ-22М, система КН-23 обеспечивала автоматический полёт по маршруту с тремя поворотами (ППМ) и выход на цель. В память В-144 заносились координаты четырёх аэродромов посадки, что позволяло выполнять автоматический заход на посадку и снижение до высоты 50—60 метров. Также был заменён ответчик СОД-57М на более новый СО-69. Уже в ходе эксплуатации ответчик госопознавания СРО-2М «Хром» был заменён на изделие «Пароль». В контейнере нового подвижного конуса воздухозаборника разместили лазерный дальномер «Фон-1400». Аппаратуру «Дельта НГ» вынесли в подвесной контейнер под крыло. В перекомпонованной кабине установили новый прицел АСП-17С и бомбардировочный прицел ПБК-3-17С.
Носовая часть фюзеляжа удлинена на 200 мм и немного сужен канал воздухозаборника. Сделан наддув топливных баков азотом. Запас топлива увеличен на 200 кг. Начиная с машины № 03909 внедрена централизованная заправка топливом, с установкой перекачивающего топливного насоса ЭЦН-45.
С самолёта было возможно применение новой ракеты класса «воздух-поверхность» Х-25 с лазерной головкой наведения 24Н1. К осени 1973 года это изделие прошло испытания на доработанных Су-7БМ и Су-17М как авиационный ракетный комплекс Су-17МКГ. Самолёт мог нести две ракеты на пусковых устройствах АПУ-68У или УМ под крылом. Подсветку цели лучом лазера осуществляла подвесная станция «Прожектор-1».
Самолёты этой серии получили неофициальное название — с бородой.

### Су-17УМ
Учебно-боевая двухместная модификация. Прототип построен в 1975 году, в строевые части самолёт стал поступать с 1976 года.
Основное отличие — нос фюзеляжа до шпангоута № 13 отклонили вниз на 3° от строительной горизонтали. Двухместная кабина с новыми приподнятыми катапультными креслами лётчиков К-36Д, что давало хороший обзор вперёд-вниз. Задняя кабина сделана на месте первого фюзеляжного бака, что уменьшило запас топлива на борту на 876 литров. Демонтирована левая пушка НР-30.
Оборудование самолёта практически не изменилось по сравнению с предыдущей модификацией. Установлена доработанная САУ-22МУ.

### Су-17М3
Одновременно с проектированием спарки начали разработку новой модификации ударного самолёта. На месте задней кабины был сделан отсек радиооборудования. Ёмкость топливной системы увеличена на 260 кг. Начиная с 38-й серии законцовку киля увеличили по высоте радиопрозрачной наставкой, а снизу появился подкилевой гребень (с целью улучшения путевой устойчивости на больших скоростях полёта). Затем установили новый навигационный комплекс КН-23-1 и САУ-22М1, радиовысотомер РВ-15 (А-031). На некоторых самолётах, проводя комплекс доработок, смонтировали радиотехническую систему дальней навигации РСДН-10 «Скип-2» (А-720) с антенной на передней кромке киля. Вместо бортового регистратора параметров полёта САРПП-12ГМ установили более совершенный «Тестер-УЗ». Вместо станции СПО-10 поставили новую СПО-15А (изд. Л006Л) «Берёза». Установлен лазерный дальномер-целеуказатель «Клён-ПС» и прицел АСП-17БЦ. На самолёт возможна подвеска станций РЭБ СПС-141 (142—143) «Сирень» или СПС-141МВГ «Гвоздика» в контейнерном исполнении. Для постановки ИК-помех установлены кассетные держатели КДС-23.
В системе управления оружием появились блоки связи БСППУ, позволившие вести из СППУ-22-01 сопроводительный огонь в режиме автоматического слежения за целью с отклонением стволов до 30°.
Помимо крайних подкрыльевых узлов внешней подвески, под фюзеляжем появились ещё две дополнительные точки подвески, оборудованные выше прежних подфюзеляжных узлов с учётом больших габаритов новых изделий. На них крепились пилоны С-52-8812-300 с балочными держателями БДЗ-57МТ или МТА для пусковых устройств АПУ-68УМ ракет Х-23М или Х-25. В дальнейшем с этих точек подвески стали применять и более современные УР Х-25МЛ и МР. Они также обеспечили подвеску новых ракет Х-29Л с катапультными устройствами АКУ-58. Для использования ракет Х-27ПС и Х-58 часть самолётов была доработана в вариант Су-17МЗП (С-52П). Четыре Х-27ПС можно было подвешивать на те же узлы, что и Х-25, а для Х-58 использовались только подфюзеляжные узлы. Аппаратура целеуказания «Вьюга-17» (Л-086) подвешивалась под фюзеляж самолёта в контейнере, а приёмные антенны разместили стационарно под носом самолёта.
На этих же фюзеляжных узлах с помощью держателей БДЗ-57МТ можно было подвешивать и обычное оружие — блоки УБ-16, УБ-32 или Б-13Л с НУРС С-13, свободнопадающие бомбы, контейнеры КМГУ и пушечные контейнеры СППУ-22-01. При установке переходной балки С-52-8307-200, последние могли крепиться «задом наперёд», при этом стволы орудий фиксировались под углом −23°, что позволяло вести неприцельный огонь на выходе из атаки.
Первые Су-17М3, как и предыдущие модификации, имели цвет анодированного дюраля («серебрянка»). Затем Су-17М3 (и все последующие модификации) стали сверху и с боков красить в камуфляж оттенков зелёного цвета, снизу — в голубой. Постепенно все строевые самолёты были перекрашены в частях и на авиаремонтых заводах. Расположение пятен не регламентировалось, поэтому каждый самолёт имел индивидуальную окраску.

### Су-17УМ3
В 1978 году начато производство учебно-боевого самолёта, унифицированного по составу оборудования с Су-17М3.

### Су-17М4
Снята система управления конусом воздухозаборника — максимальную скорость самолёта при этом ограничили М=1,75. В неподвижном конусе установили модифицированный лазерный дальномер «Клён-54».
На самолёт установили новый прицельно-навигационный комплекс ПрНК-54 на базе современной ЦВМ «Орбита-20-22». В него вошли новые системы ближней и дальней навигации А-312 «Радикал НП» и А-720 «Скип-2», радиокомпас АРК-22, маркерный приёмник МРП-66, радиовысотомер РВ-21 «Импульс» (А-035), доплеровский измеритель скорости и сноса ДИСС-7, система воздушных сигналов, инерциальная курсовертикаль ИКВ-8. Под фюзеляж самолёта можно было подвешивать контейнер БА-58 с аппаратурой «Вьюга», обеспечивавшей пуск противорадиолокационных ракет Х-27ПС, Х-58У или Э. На некоторых самолётах устанавливался индикатор ИТ-23М, что позволяло применять ракету Х-29Т с телевизионной головкой самонаведения «Тубус-2».
На основные стойки шасси самолёта установили новые колёса КТ-117 (800X360 мм).

### Су-17М4Р
Разведчики на базе Су-17М2, Су-17М3 или Су-17М4. Самолёты дорабатывались под возможность нести контейнер с разведывательной аппаратурой. Наиболее совершенной была модификация Су-17М4Р.
Этот самолёт мог использовать один из контейнеров комплексной разведки, серийно выпускаемый промышленностью специально для Су-17.
Контейнер модификации KKP-1 нёс «дневные» фотоаппараты А-39 и ПА-1, а также АФА УА-47 для ночной съёмки, с использованием размещённых в контейнере в кассетах КДФ-38 осветительных патронов ФП-100. Кроме того, в контейнере была установлена аппаратура общей радиоразведки СРС-9 «Вираж» (в более новых модификациях устанавливалась СРС-13 «Тангаж»). В модификации контейнера ККР-1/2 стоял модуль с аэрофотоаппаратами АФА-100 и ПА-1, оборудование тепловизионной разведки «Зима» и телевизионная станция 429-Т «Чибис». В комплект ККР-2А входило два перспективно-плановых АФА А-39 и АП-402, дополнявшихся станцией телевизионной разведки «Аист-М» и ИК-разведки «Зима». ККР-2Ш оборудован радиолокационной станцией бокового обзора «Штык-2М». ККР-2Э имел в составе средства РХР — «Эфир-1М». Всего выпускалось порядка 15 вариантов разведывательных контейнеров под различные задачи.

## Модификации

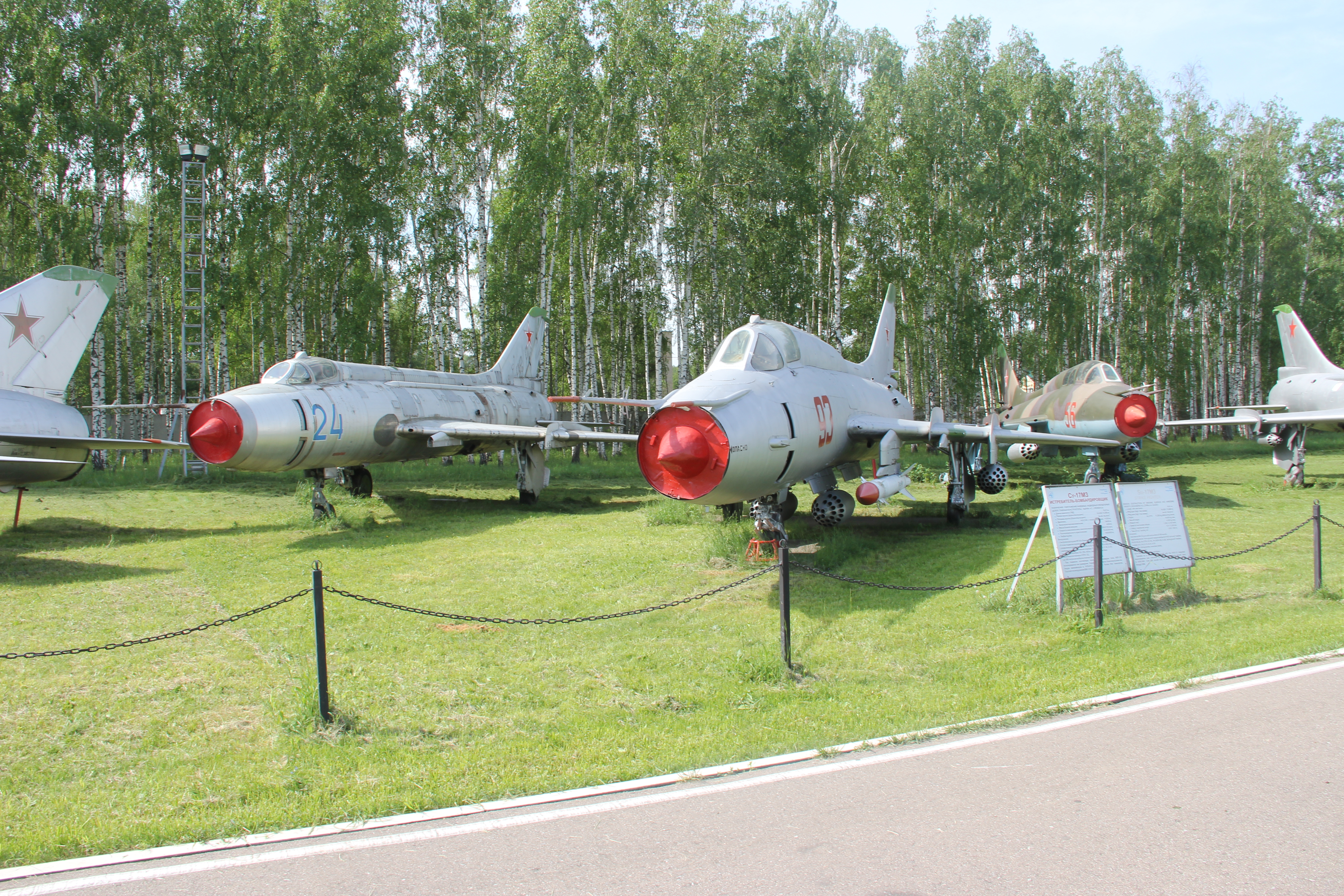
Су-17, Су-17М3, Су-17УМ3 в Центральном музее ВВС РФ в Монино

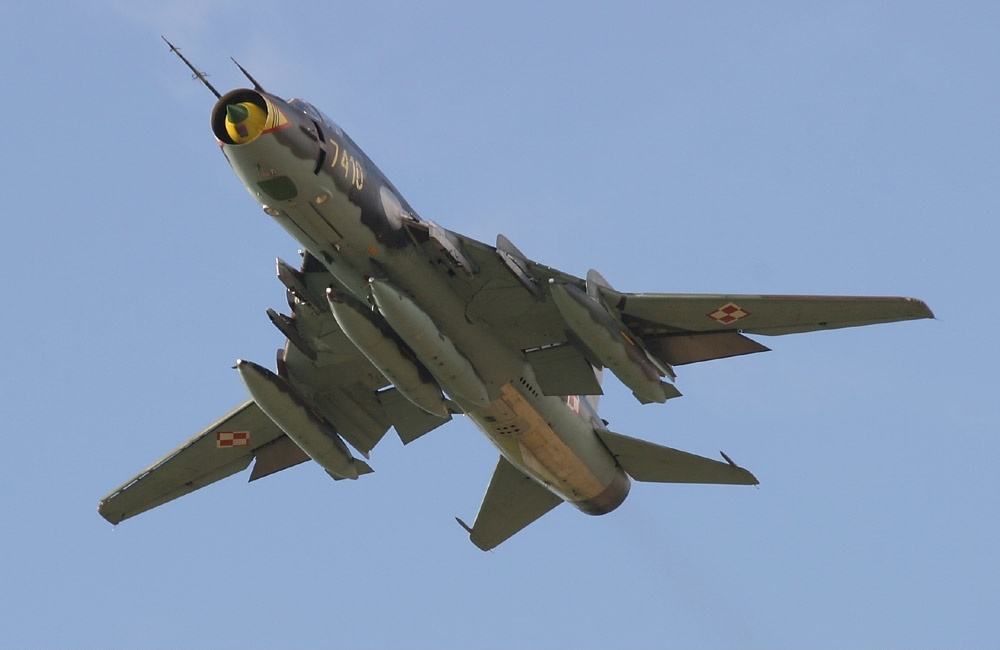
Су-22М4 ВВС Польши, 2004 год

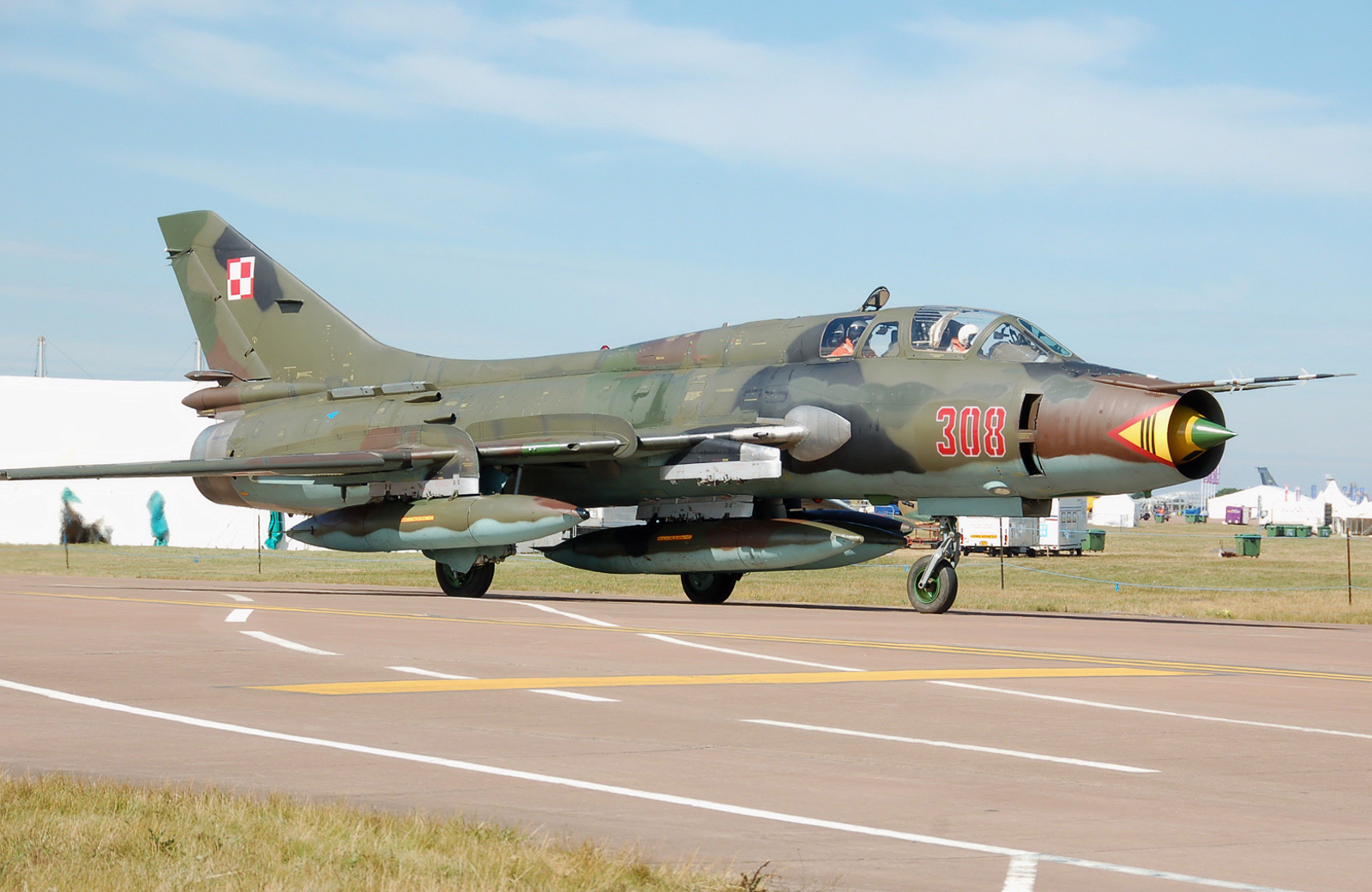
Су-22УМ3К ВВС Польши, 2010 год

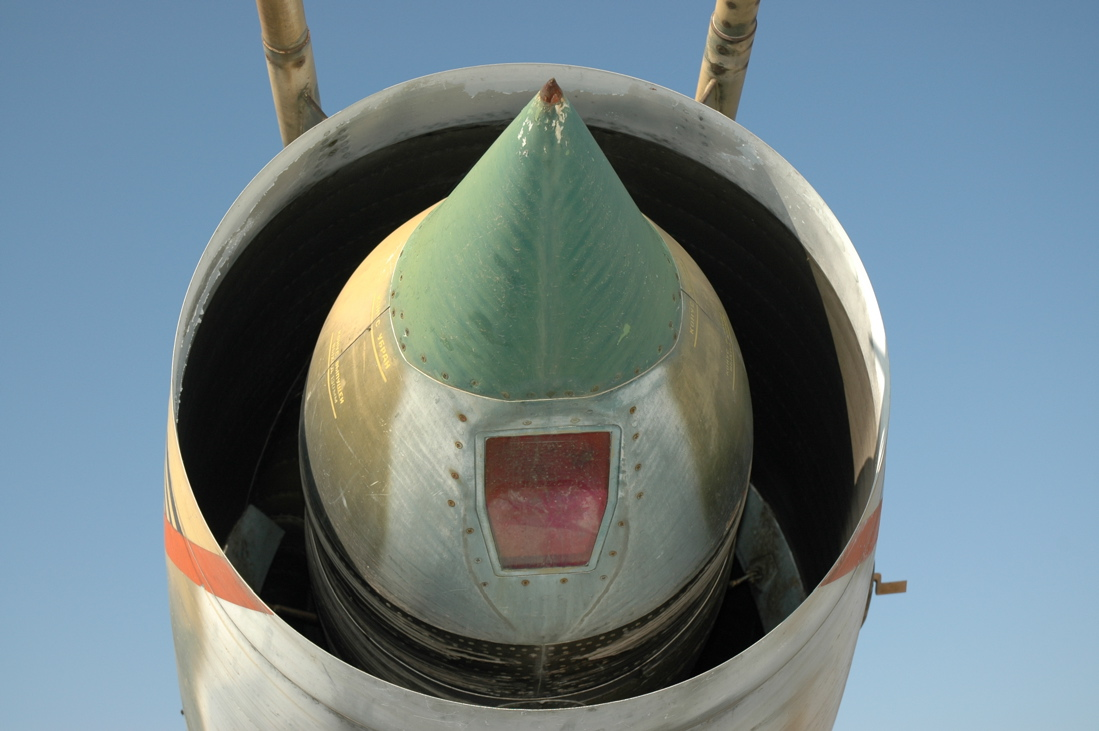
Элемент оптики лазерного дальномера на поверхности конуса воздухозаборника Су-22М3

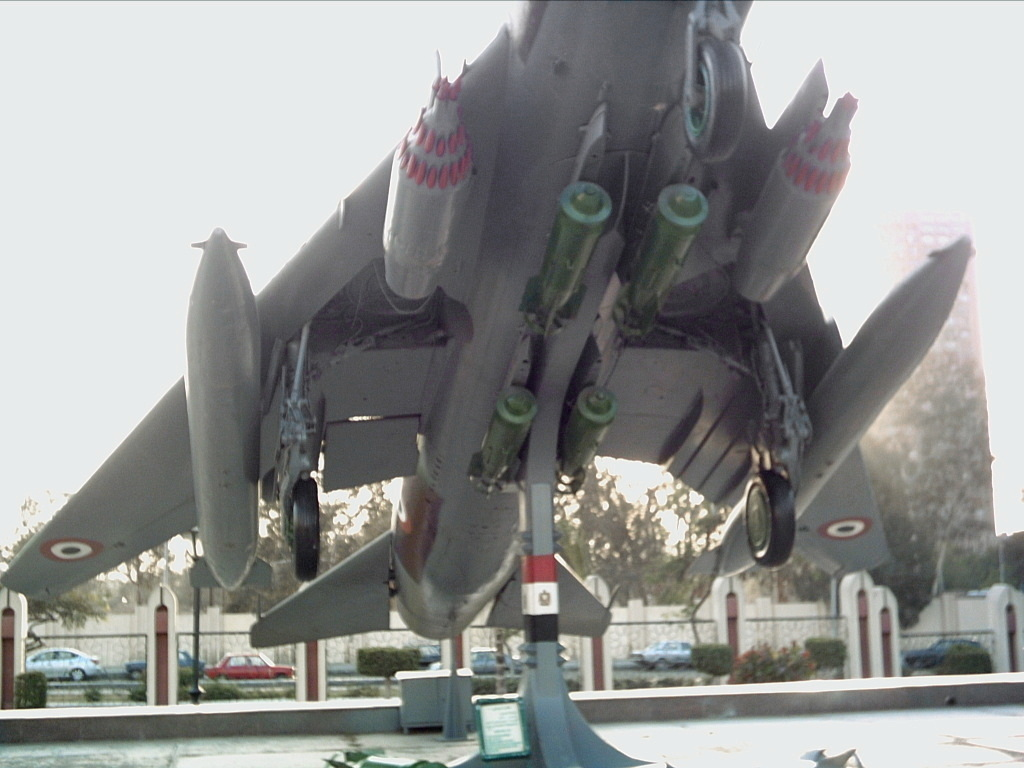
Су-20 ВВС ОАР с подвесными баками, четырьмя бомбами ФАБ-250 и блоками НУР

| Название модели                                        | Краткие характеристики, отличия. |
| ------------------------------------------------------ | --- |
| Су-17 (изделие «С-32», Fitter-B по классификации НАТО) | Первая модификация. Под радиопрозрачным конусом воздухозаборника — радиодальномер СРД-5М. Двигатель — АЛ-7Ф-1. Первый полёт на предсерийном С-32-1 лётчик-испытатель ОКБ Е. К. Кукушев выполнил 1 июля 1969 года. Серийно самолёт выпускался с 1969 по 1973 год. |
| Су-17К (изделие «С-32К»)                               | Небольшое количество Су-17, доработанных в экспортный вариант. В 1973 году были поставлены в Египет. |
| Су-17М (изделие «С-32М» Fitter-C)                      | Модификация с новым двигателем АЛ-21Ф-3. Улучшены ЛТХ самолёта практически по всем показателям: выросла максимальная скорость, скороподъёмность, потолок и дальность полёта. Под радиопрозрачным конусом воздухозаборника — радиокомандная линия Дельта-Н. Первый полёт выполнил лётчик-испытатель ОКБ Е. С. Соловьёв 28 декабря 1971 года. Серийное производство осуществлялось на заводе в Комсомольске-на-Амуре с 1972 по 1975 год. |
| Су-17М2 (изделие «С-32М2» (С-42), Fitter-D)            | Имел носовую часть фюзеляжа с характерной «бородой», новое БРЭО (прицелы АСП-17 и ПБК-3-17с, лазерный дальномер «Фон», навигационный комплекс КН-23, в состав которого входят: инерциальная курсовертикаль ИКВ, радиотехническая система ближней навигации и посадки РСБН-6С, доплеровский измеритель скорости и сноса ДИСС-7, система СВС, система автоматического управления САУ-22), которое существенно улучшило точностные характеристики навигации и боевого применения, и более широкий спектр управляемого вооружения. Первый полёт выполнил лётчик-испытатель В. С. Ильюшин 20 декабря 1973 года. Серийное производство — с 1974 по 1977 год.                |
| Су-17М2Д (изделие «С-32М2Д»)                           | Единичный экземпляр. Вариант Су-17М2 с двигателем типа Р29-300, который устанавливался на МиГ-23. Был разработан по заданию МАП в 1974 году. Первый полёт на этом самолёте 31 января 1975 года выполнил лётчик-испытатель ОКБ А. Н. Исаков. ВВС отказались от этого варианта, и он был утверждён для поставок на экспорт. |
| Су-17М3 (изделие «С-52», Fitter-H)                     | Создан на основе учебно-тренировочного варианта Су-17УМ. На месте кабины инструктора располагался отсек БРЭО и дополнительный топливный бак. Имел новое прицельно-пилотажное оборудование (в том числе комбинированный прицел бомбометания и стрельбы АСП-17Б, совмещённую лазерную станцию дальнометрирования и подсвета «Клён-ПС», станцию СПО-15) и две дополнительные точки подвески для ракет класса «воздух—воздух». Первый полёт выполнил заводской лётчик-испытатель С. В. Пырков 30 июня 1976 года. На 1985 год самолёты обладали высшей наработкой на отказ в 145 часов. Серийное производство велось на заводе в Комсомольске-на-Амуре с 1976 по 1981 год. |
| Су-17М4 (изделие «С-54», Fitter-K)                     | Финальный вариант. Изменён состав БРЭО (радиокомпас АРК-22, система дальней навигации РСДН, телевизионный индикатор ИТ-23М, прицельное оборудование объединено в составе ПрНК-54, включающего БЦВМ типа «Орбита-20-22», лазерную станцию «Клён-54»). Воздухозаборник сделан нерегулируемым, что ограничило сверхзвуковую скорость до числа М=1,7. Установлен характерный дополнительный воздухозаборник системы кондиционирования воздуха в основании киля. Первый полёт выполнил лётчик-испытатель ОКБ Ю. А. Егоров 19 июня 1980 года. Серийное производство было развёрнуто в 1981 году и с перерывами продолжалось до 1988 года.                                   |
| Су-17УМ (изделие «С-52У», Fitter-E)                    | Первый двухместный учебно-боевой вариант. Скошенная носовая часть (у изделий С-52 и С-54 всех модификаций) предоставляла пилоту улучшенный обзор. Установлены унифицированные катапультные кресла К-36Д. Стрелковое вооружение — 1 пушка НР-30. Первый полёт выполнил лётчик-испытатель ОКБ В. А. Кречетов 15 августа 1975 года. Серийное производство спарок осуществлялось с 1976 по 1982 год. |
| Су-17УМ3 (изделие «С-52УМ3», Fitter-G)                 | Двухместный учебно-боевой вариант, БРЭО которого унифицировано с Су-17М3. Первый полёт выполнил лётчик-испытатель ОКБ Ю. А. Егоров 21 сентября 1978 года. Серийное производство начато в 1978 году, и продолжалось вплоть до 1990 года. |
| Су-20 (изделие «С-32МК»)                               | Экспортный Су-17М. Имел упрощённое БРЭО и меньшую номенклатуру вооружения. Первый полёт выполнил лётчик-испытатель ОКБ А. Н. Исаков 15 декабря 1972 года. Серийное производство осуществлялось на заводе в Комсомольске-на-Амуре с 1972 по 1975 год. |
| Су-20Р                                                 | Су-20 74 и 76 серий, доработанный под несение контейнеров БРЭО в Польше. |
| Су-22 (изделие «С-32М2К», Fitter-F)                    | Экспортный Су-17М2 с двигателем Р-29БС-300. Серийный выпуск был организован в 1977—1978 годах. |
| Су-22М (изделие «С-52К», Fitter-J)                     | Экспортный Су-17М3 с двигателем Р-29БС-300 и БРЭО от Су-17М2 (ЛД «Фон»). Первый полёт выполнил лётчик-испытатель ОКБ Е. С. Соловьёв 24 мая 1977 года. Выпускался с 1978 по 1984 год. |
| Су-22М3 (изделие «С-52МК»)                             | Экспортный Су-17М3 с двигателем Р-29БС-300 и оригинальным БРЭО (ЛДиП «Клён-ПС»). Выпускался малой серией в 1982—1983 годах. |
| Су-22М4 (изделие «С-54К»)                              | Экспортный Су-17М4. Выпускался с 1983 по 1990 год. |
| Су-22У (изделие «С-52УК»)                              | Экспортный Су-17УМ с двигателем Р-29БС-300. Первый полёт выполнил лётчик-испытатель Е. С. Соловьёв 22 декабря 1976 года. Серийное производство спарок осуществлялось с 1976 по 1982 год. |
| Су-22УМ3 (изделие «С-52УМ3К»)                          | Экспортный Су-17УМ3 с двигателем Р-29БС-300 и оригинальным БРЭО (ЛДиП «Клён-ПС»). Серийный выпуск был организован в 1983—1984 годах. |
| Су-22УМ3К                                              | Экспортный Су-17УМ3 с оригинальным двигателем АЛ-21Ф-3 и оригинальным БРЭО. Серийное производство начато в 1984 году, и продолжалось вплоть до 1990 года. |

## Боевое применение
Хотя Су-17 имел возможность ведения воздушного боя против западных самолётов третьего поколения, но он, как и его предшественник Су-7, практически никогда не использовался в качестве истребителя.

### Война Судного дня
«Боевое крещение» Су-17 (точнее — экспортный вариант, Су-20) получили во время Октябрьской арабо-израильской войны в октябре 1973 года в составе САВВС: 15 Су-20 совершили 98 вылетов против израильских военных и промышленных объектов, в том числе наносили удары по НПЗ в Хайфе. Потеряно 8 машин, в воздушных боях сбит самолёт противника. У
Египта также были Су-20, но их применение ограничилось всего одним групповым вылетом, в ходе которого 10 участвовавших самолётов были перехвачены израильскими истребителями Nesher, сбившими 4 Су-20.

### Война в Ливане
Второй раз сирийские Су-17 (теперь в модификации Су-22М) применялись в боевых действиях в июне 1982 года во время вторжения Израиля в Ливан. Обстоятельства их применения достаточно противоречивы; известно, что они выполнили всего один групповой боевой вылет (10 самолётов), причём потери оказались катастрофическими (7 самолётов, из них 3 от осколков собственных бомб). Согласно информации В. Марковского, этот вылет был совершён 11 июня с целью уничтожения израильского командного пункта; несмотря на потери, авиаудар был успешным, в результате него погиб израильский генерал Йекутиэль Адам (по официальным данным генерал был застрелен днём ранее, 10 июня).

### Война в Афганистане
Против Моджахедов
Су-17 был единственным советским боевым самолётом, участвовавшим в Афганской войне 1979—1989 годов от начала и до конца. Основными модификациями были истребитель-бомбардировщик Су-17М3 и разведчик Су-17М3Р. В первый год войны применялись ранние Су-17 и Су-17М, а в 1988 году в Афганистане появились Су-17М4. Самолёты применялись очень широко, хотя во второй половине войны были несколько потеснены штурмовиками Су-25. Потери, поначалу очень небольшие, заметно выросли после появления у моджахедов переносных зенитно-ракетных комплексов, и по неизвестным заявлениям особенно от «Стингер» (по другим данным появившиеся «Стингеры» в 1986 году за весь год не смогли сбить ни одного Су-17). Точное число потерянных в Афганистане Су-17 неизвестно, однако предполагается, что их было не менее 30 машин, то есть около четверти от общих потерь ВВС СССР. Кроме того, Су-17 в экспортных модификациях был одним из двух основных боевых самолётов ВВС Афганистана (наряду с МиГ-21).
Против Пакистана
Афганские и советские самолёты этого типа активно противостояли пакистанской военной помощи для афганских моджахедов. 19 марта 1986 года несколько волн афганских Су-22 разбомбили пакистанские пограничные посты на границе. За 1986 год авиаударами было убито 39 и ранено 67 пакистанцев. В дальнейшем потери Пакистана от авиации увеличились многократно, в 1987 году было убито уже 305 и ранено 437 пакистанцев, в 1988 году цифра достигла наибольшей отметки в 1234 убитых и 2412 раненых от авианалётов, значительная часть которых была убита налётами Су-17 и Су-22.
С другой стороны в районе афгано-пакистанской границы Пакистаном заявлялось сбитие нескольких таких самолётов:
- 17 мая 1986 года пакистанский пилот А. Кудри на F-16A 9-й эскадрильи заявлял о двух сбитых афганских Су-22[12];
- 16 апреля 1987 года пакистанский пилот Б. Ислам на F-16A 14-й эскадрильи заявлял об одном сбитом афганском Су-22[12]. Сходится с российскими данными, пилотом был подполковник Джамиль[13];
- 3 ноября 1988 года пакистанский пилот К. Махмуд на F-16A 14-й эскадрильи заявил сбитие одного афганского Су-22[12]. Сходится с российскими данными, пилотом был капитан Хашим[14].

К тому же в 1989 году афганский лётчик угнал Су-22 в Пакистан.
После ухода советских войск
4 сентября 1991 года при налёте афганских Су-22 на взятый оппозицией город Талукан погибло не менее 80 мирных жителей.
После падения правительства Наджибуллы в 1992 году характер гражданской войны в Афганистане значительно изменился. В условиях фактического отсутствия центральной власти самолёты национальных ВВС приходили в негодность из-за нехватки запчастей и низкого уровня техобслуживания. Однако занявшее Кабул в 1996 году движение Талибан получило некоторое число боеспособных самолётов, включая Су-22. Они использовались для бомбардировок позиций Северного Альянса до 2001 года. В ходе воздушных боёв между авиацией противоборствующих сторон Су-20/22 сбили не менее одного МиГ-21 при потере пяти самолётов. Все оставшиеся самолёты были уничтожены на аэродромах американской авиацией в ходе операции «Несокрушимая свобода» (2001).

### Ирано-иракская война
Иракские Су-20 и Су-22 применялись в войне против Ирана (1980—1988). На начало войны у Ирака имелось 68 самолётов этого типа (16 Су-20 и 52 Су-22). Они имелись на вооружении:
- Авиабаза Киркук: 1-я эскадрилья (16 Су-20) и 44-я эскадрилья (16 Су-22).
- Авиабаза Фернас (Мосул): 5-я эскадрилья (18 Су-22).
- Авиабаза Басра: 109-я эскадрилья (18 Су-22).[17]

В ходе войны в Ирак было поставлено 80 Су-22.
14 сентября 1980 года иракский Су-22 вылетел для разведки места дислокации иранской артиллерии, обстреливающей иракские города. У Сарполь-э-Захаб с самолётом пропала связь, по всей видимости он был сбит огнём с земли. Пилот погиб.
22 сентября иракские самолёты нанесли массированный авиаудар по территории Ирана (Операция «Эхо Кадиссии»), в нём участвовало не меньше 62 истребителей-бомбардировщиков Су-20 и Су-22:
- В первом авиаударе Су-20/22 атаковали аэродромы Тебриз, Хамадан, Вахдати, Ахваз и Бушир. Также, кроме атак на аэродромы, четвёрка Су-22 успешно поразила радар дальнего обнаружения возле города Дехлоран, 10 операторов радара погибли[19];
- Во втором авиаударе Су-22 атаковали аэродромы Ахваз и Махшехр[20];
- В третьем авиаударе Су-22 атаковали аэродромы Агаджари и Хамадан[21].

Ни один Су-20 или Су-22 в ходе всех трёх налётов не был сбит.
На следующий день, 23 сентября, иракские Су-22 снова нанесли удары по иранским аэродромам и военным целям. С авиабазы Киркук Су-22 атаковали авиабазу Хамадан. Су-22, пилотируемый п/п-ком Альван аль-Абуси, сбросил бомбы на два садившихся иранских F-4, первый «Фантом» взорвался сразу, второй взлетел и врезался в здание неподалёку (по другим данным, потерян только один F-4, упавший на здание). Ещё одному Су-22 удалось сбить иранский F-5 «Тигр». Потери в ходе удара составили 3 Су-22, сбитых огнём наземной ПВО (1 пилот погиб и 2 взято в плен). За свои успехи в войне Альван аль-Абуси в будущем станет командующим ВВС.
Одна из эскадрилий иракских Су-20 и Су-22 была подготовлена для атак водных целей. После иранских налётов на иракские объекты нефтяной промышленности, эта эскадрилья стала основной силой бомбившей иранские нефтяные терминалы, платформы и корабли у острова Харк. Су-20 и Су-22 произвели десятки атак на трубопроводы, ведущие к главному иранскому экспортному терминалу нефти на острове и на резервуары с нефтью.
Известные атаки Су-20 и Су-22 на корабли:
- 19 октября 1981 года пятёрка иракских Су-22 109-й эскадрильи на низкой высоте атаковал порт Бендер-Хомейни. Были применены свободнопадающие 500-кг бомбы, которые поразили несколько доков и офисов, погибло 7 работников порта и ещё 22 было ранено, сухогруз Al Tajdar (17747 БРТ[23]) получил небольшие повреждения[24].
- 27 февраля 1982 года иракские Су-22 в порту Бендер-Хомейни 250-кг бомбами потопили иранский 55-метровый лоцманский корабль Azadeh (988 БРТ[25])[26].
- 30 мая 1982 года иракские Су-20 разбомбили турецкий танкер Atlas 1 (водоизмещение 142 800 тонн), стоящий в нефтяном терминале у острова Харк. Танкер получил тяжёлые повреждения[27]  и был отправлен на ремонт. Это была первая атака в так называемой «Танкерной войне»[28].
- 13 сентября 1982 года конвой иранских кораблей был атакован четвёркой иракских Су-22. В результате атаки корабль Iran Eteghad получил несколько попаданий неуправляемых ракет[29].
- 22 декабря 1983 колонна грузовых кораблей, вышедшая из порта Бушир, была атакована иракскими Су-22. В результате двух налётов было поражено несколько грузовых кораблей, в том числе грузовое судно Breeze, на котором погибло много членов экипажа и судно Hayden, которое потеряло ход[30].
- 1 февраля 1984 года конвой из 23 транспортных кораблей под прикрытием иранских истребителей F-14A и F-4E, вышедший из Бушира, был атакован несколькими иракскими Су-22. Иракские самолёты прорвались к кораблям и разбомбили их — был тяжело повреждён сухогруз Skaros (5 ранено) и повреждено торговое судно Neptune, не считая иранских потерь по другим причинам[31].
- 15 августа 1985 года иракские Су-22, пройдя через «слепую зону» иранского ЗРК I-HAWK, разбомбили нефтяной танкер у терминала острова Харк. Всего в результате бомбардировки острова работа нефтяного терминала была прекращена на 12 дней. Су-22 продолжили бомбить стратегически важный остров 18 августа и 15 и 19 сентября[32].
- 19 сентября 1985 года авиаударом иракских Су-22 у терминала острова Харк был потоплен корейский 324-метровый крупнотоннажный танкер 3-го класса Son Bong (Дедвейт 224852 тонны[33]), 2 члена экипажа погибло[34]. В результате атаки терминал полностью прекратил свою работу для больших танкеров[35][36][37].

7 января 1981 года произошёл налёт иракских истребителей-бомбардировщиков Су-22 109-й эскадрильи на порт Бендер-Хомейни, в результате которого был уничтожен зенитно-ракетный комплекс «Рапира» британского производства.
В октябре 1981 года Иран производил наступательную операцию «Шабах-2» под прикрытием двух дивизионом ЗРК MIM-23B I-HAWK. 27 октября Су-22 5-й эскадрильи ВВС Ирака с помощью противорадиолокационных ракет Х-28Э нанесли ракетные удары по радарам обнаружения HPIR (High Power Illuminator doppler Radar). Иранцы заявили что  в одном налёте потеряли не меньше 6 радаров в результате попаданий ракет Х-28Э, это заставило иранских зенитчиков полностью пересмотреть тактику применения РЛС.
28 апреля 1982 года Су-22М2К 109-й эскадрильи нанесли удар противорадиолокационными ракетами Х-28Э по РЛС батареи ЗРК I-HAWK в провинции Хузестан. В результате удара радар был уничтожен.
2 октября 1982 года иракские Су-22 поразили подводный трубопровод, соединяющий Генаве с островом Харк. Иранский флот истратил тысячи снарядов на заградительный огонь по иракским самолётам, но так и не смог помешать им попасть в цель
В ходе операции Кербала-5 в начале января 1987 года четвёрка Су-22М4 нанесла удар по авиабазе армейской авиации Ирана в Месджеде-Солейман. В результате удара был убит командир авиабазы полковник Ашай (англ. Asiyaiee), его заместитель майор Давталаби и шестеро других. В разрушенных ангарах был уничтожен 1 боевой вертолёт AH-1J «Кобра» и ещё 1 транспортный Bell-214A был тяжело повреждён.
8 января 1988 года эскадрилья Су-22 уничтожила нефтеперерабатывающий завод в иранском городе Тебриз, этот авиаудар вместе с другими привёл к острой нехватке топлива в иранской армии. А всего с начала 1988 года и до конца войны Су-22 нанесли 14 подобных атак на стратегически важные объекты Ирана.
В марте 1988 года согласно заявлениям западных источников Су-22 участвовали в бомбардировке курдского города Халабджа с применением химического оружия, что привело к гибели нескольких тысяч мирных жителей. По данным генерал-майора Альвана аль-Абуси самолёты ВВС Ирака не использовали химическое оружие, он также указывал что химическое оружие могло применяться артиллерией.
17 апреля 1988 года Ирак начал операцию по освобождению полуострова Фао, в котором эскадрилья Су-22 сыграла критически важную роль. Первый авиаудар «двадцатьвторых» управляемыми ракетами Х-29 разрушил мост через которые подвозились подкрепления, мост обрушился в шести местах, вторым ударом был уничтожен иранский штаб на Фао и позиции артиллерии. Не имея путей эвакуации иранцы потеряли абсолютно всю бронетехнику что имели, на следующий день гарнизон полуострова сдался.
По западным данным 2 октября 1980 года иракский Су-20 сбил иранский истребитель F-4E (по российским данным, сбитый F-4[какой?] стал жертвой огня ПВО). Однако собственные потери в воздушных боях заявляются немалыми; например, только за один день 19 декабря 1980 жертвами иранских «Фантомов» по западным данным стали три Су-20. В западных источниках указан один случай, когда Су-20 был сбит иранским боевым вертолётом AH-1 «Кобра». Всего за время войны в воздушных боях по западным источникам было сбито не менее 34 иракских Су-20/22. Однако, эти заявления в подавляющем большинстве подтверждения с иракской стороны не имели, Ирак признавал что в воздушных боях потерял всего 18 боевых самолётов всех видов.
Общие потери Су-20/22 за время войны составили не менее 64 единицы, то есть половину всех имевшихся к началу войны и поставленных позднее самолётов. «Сухие» в войну были основным иракским ударным самолётом и работали в наиболее насыщенных средствами ПВО районах, вследствие чего их потери оказались наибольшими среди боевой авиации ВВС Ирака.
См. также: Известные потери Су-20/22 в ирано-иракской войне

### Война в Чаде
Ливийские «Сухие» бомбили позиции проправительственных сил во время гражданской войны в Чаде в 1980-е годы.
19 августа 1981 года два ливийских Су-22 были сбиты американскими перехватчиками F-14 во время облёта кораблей 6-го флота США.

### Война в Анголе
ВВС Анголы использовали Су-22 против отрядов УНИТА в ходе гражданской войны в стране.

### Война в Персидском заливе
Перед войной в Персидском заливе у Ирака имелось 96 самолётов Су-20 и Су-22 (18 Су-20, 10 Су-22, 24 Су-22М2, 16 Су-22М3 и 28 Су-22М4). По официальным иракским данным во время войны в Персидском заливе в Иран было перегнано всего 33 таких самолёта (4 Су-20, 5 Су-22М2, 9 Су-22М3 и 15 Су-22М4). Американские истребители F-15 сбили четыре «Сухих» во время перелёта и ещё два — в марте 1991 года после завершения боевых действий, когда ВВС Ирака участвовали в подавлении шиитского восстания на юге страны.

### Инцидент с американским «Геркулесом»
- 24 апреля 1992 года перуанский Су-22 перехватил C-130 ВВС США, нарушивший воздушное пространство. Су-22 поразил нарушителя из 30-мм пушки. Тяжело повреждённый американский самолёт был вынужден совершить посадку, погиб один член экипажа[60][61]. Перу выплатила более 300 тысяч долларов компенсации семье погибшего американца[62].

### Гражданская война в Йемене 1994 года
Известно, что самолёты из состава ВВС Йемена совершали боевые вылеты в ходе гражданской войны 1994 года и как минимум 3 самолёта были потеряны; также отмечены вылеты в 2009 году в ходе конфликта с шиитскими боевиками.

### Гражданская война в Ливии
ВВС Ливии использовали свои Су-22 для нанесения ударов по позициям мятежников на начальном этапе гражданской войны в Ливии (февраль 2011). Экипаж одного из самолётов отказался бомбить демонстрантов в Бенгази и катапультировался, чтобы не выполнять поставленную боевую задачу, а неуправляемый самолёт разбился.
Су-22М3 активно применялись авиационными подразделениями ЛНА во время наступления на Триполи в 2019 году.

### Гражданская война в Сирии
ВВС Сирии с начала конфликта используют Су-22 как бомбардировщик для нанесения ударов по наземным целям. 26 октября 2016 года Су-22 нанесли удар объёмно-детонирующими бомбами по школе в городе Хасс, погибло как минимум 22 ученика и 6 учителей.
- 26 апреля 2014 самолёт Су-22 САВВС разбился при обстреле города Алеппо[70].
- 5 апреля 2016 года Су-22 САВВС сбит из ПЗРК боевиками Аль-Каиды под Алеппо[71].
- 18 сентября 2016 года Су-22М4 САВВС сбит боевиками ИГ над городом Дейр-эз-Зор на востоке Сирии во время выполнения боевого вылета. Лётчик, полковник ВВС Али Хамза, погиб при крушении[72].
- ночью 7 апреля 2017 года во время ракетного удара по авиабазе Эш-Шайрат на земле были уничтожены как минимум один Су-22М4 и пять Су-22М3[73].
- 18 июня 2017 года Су-22М4 САВВС при бомбардировке курдских вооружённых формирований СДС юго-восточнее Табка на северо-западе Сирии был атакован и сбит вторгнувшимся в сирийское воздушное пространство истребителем F/A-18E Super Hornet ВВС США[74]. Пилот самолёта, подполковник Али Фахд катапультировался над Джаадином и был эвакуирован[75].
- 24 июля 2018 года ЦАХАЛ, двумя ракетами Пэтриот, сбил сирийский Су-22, выполнявший бомбардировку позиций террористической группировки "Исламское государство" около села Сейда в приграничном районе у Голанских высот на юго-западе Сирии. В результате инцидента погиб пилот Омран Мараи[76]. По заявлению ВС Израиля, самолёт по неизвестной причине проник примерно на одну милю/1,6 км. (или 2 км по другим данным) в подконтрольное им воздушное пространство. Минобороны Сирии отвергло эти претензии, назвав инцидент актом "откровенной поддержки террористических группировок"[77].

## Аварии и катастрофы
Только за период 1988—1992 годов ВВС СССР и России потеряли в лётных происшествиях 33 самолёта типа Су-17
Известные случаи:
- В 2013 году Су-22 ВВС Йемена упал на жилой дом в столице страны Сане. Погибли 11 человек и 15 ранены.[79]
- 26.07.2018 года Су-22У ВВС Вьетнама, бортовой номер 8551 упал в холмистой местности в провинции Нгеан, что в 300 км к югу от Ханоя, выполняя учебный полёт. Оба лётчика подполковники — Хуат Манх Три и Фам Джиан Нам погибли.[80][81]

## Характеристики
Лётно-технические данные основных модификаций самолёта Су-17
| ЛТХ различных модификаций самолётов Су-17                  |        |        |         |         |         |
|                                                            | Су-17  | Су-17М | Су-17М2 | Су-17М3 | Су-17М4 |
| Размах крыла, м                                            |        |        |         |         |         |
| При стреловидности 30°                                     | 13,68  | 13,68  | 13,68   | 13,68   | 13,68   |
| При стреловидности 63°                                     | 10,025 | 10,025 | 10,025  | 10,025  | 10,025  |
| Площадь крыла, м²                                          |        |        |         |         |         |
| При стреловидности 30°                                     | 38,49  | 38,49  | 38,49   | 38,49   | 38,49   |
| При стреловидности 63°                                     | 34,45  | 34,45  | 34,45   | 34,45   | 34,45   |
| Длина самолёта с ПВД, м                                    | 18,097 | 18,726 | 18,868  | 19,026  | 19,026  |
| Длина фюзеляжа, м                                          | 15,315 | 15,347 | 15,547  | 15,572  | 15,572  |
| Высота самолёта, м                                         | 4,962  | 4,857  | 4,857   | 5,129   | 5,129   |
| Вес пустого самолёта, т                                    | 9,950  | 9,880  | 10,445  | 11,550  | 12,161  |
| Вес взлётный максимальный, т                               | 16,27  | 18,12  | 18,82   | 19,63   | 19,70   |
| Вес нагрузки максимальный, т                               | 2,50   | 4,00   | 4,00    | 4,00    | 4,07    |
| Вес топлива максимальный без ПТБ, т                        | 2,79   | 3,63   | 3,77    | 4,00    | 3,77    |
| Скорость максимальная у земли, км/ч                        | 1350   | 1350   | 1350    | 1350    | 1350    |
| Скорость максимальная на высоте, число Маха                | 2,1    | 2,1    | 2,1     | 2,1     | 1,7     |
| Скорость взлётная при максимальном взлётном весе, км/ч     | 350    | 390    | 390     | 380     | 360     |
| Скорость посадочная при максимальном посадочном весе, км/ч | 275    | 290    | 290     | 280     | 285     |
| Скороподъёмность у земли максимальная, м/с                 | 210    | 220    | 220     | 220     | 230     |
| Потолок практический, км                                   | 16,35  | 15,20  | 15,40   | 14,00   | 15,20   |
| Перегоночная дальность полёта с ПТБ, км                    | 1930   | 2500   | 2500    | 2500    | 2550    |
| Разбег при максимальном взлётном весе, км                  | 1,25   | 1,50   | 1,50    | 1,60    | 1,50    |
| Пробег с использованием тормозного парашюта, км            | 0,70   | 0,85   | 0,85    | 0,90    | 1,10    |

### Характеристики варианта Су-22М4
- Экипаж: 1 человек
- Длина: 19,02 м
- Размах крыла: 10,02/13,68 м
- Высота: 5,12 м
- Площадь крыла: 34,5/38,5 м²
- Масса пустого: 12 160 кг
- Нормальная взлётная масса: 16 400 кг
- Максимальная взлётная масса: 19 430 кг
- Масса топлива: 3770 кг
- Двигатель: Люлька АЛ-21Ф-3 (1×7800/11200 кгс)
- Максимальная скорость у земли: 1400 км/ч
- Максимальное число Маха без подвесок: 1,7
- Скороподъёмность: 230 м/с
- Практический потолок: 14 200 м
- Максимальная дальность полёта у земли: 1380 км
- Максимальная дальность полёта на высоте: 2300 км
- Назначенный срок службы: 20 лет
- Вооружение:
  - 2 авиапушки НР-30 (по 80 патронов на пушку)
  - 2 ракеты «воздух-воздух» К-13, Р-60, Р-73
  - подвесные пушечные контейнеры
  - свободнопадающие бомбы, кассетные бомбы
  - НАР от 57 до 330 мм
  - управляемые ракеты «воздух-земля» Х-23, Х-25, Х-29, Х-58

## Сравнение с аналогами
|                      | Су-17                 | МиГ-27                | LTV A-7 Corsair II            | Grumman A-6 Intruder          | Mitsubishi F-1                |
| -------------------- | --------------------- | --------------------- | ----------------------------- | ----------------------------- | ----------------------------- |
|                      |                       |                       |                               |                               |                               |
| Первый полёт         | 2 августа 1966 года   | 17 ноября 1972 года   | 27 сентября 1965 года         | 19 апреля 1960 года           | 3 июня 1975 года              |
| Принят на вооружение | 1970 год              | 1975 год              | 1967 год                      | 1963 год                      | 1978 год                      |
| Годы производства    | 1969 — 1990           | 1973 — 1994           | 1965 — 1984                   | 1962 — 1990                   | 1977 — 1987                   |
| Единиц произведено   | 2867                  | 1412                  | 1569                          | 693                           | 77                            |
| Статус               | Состоит на вооружении | Состоит на вооружении | Снят с вооружения в 2014 году | Снят с вооружения в 1997 году | Снят с вооружения в 2006 году |

|                      | SEPECAT Jaguar        | Dassault-Breguet Super Étendard | Hawker Siddeley Buccaneer     | СОКО J-22 Орао        | IAR 93                        |
| -------------------- | --------------------- | ------------------------------- | ----------------------------- | --------------------- | ----------------------------- |
|                      |                       |                                 |                               |                       |                               |
| Первый полёт         | 8 сентября 1968 года  | 28 октября 1974 года            | 30 апреля 1958 года           | 31 октября 1974 года  | 31 октября 1974 года          |
| Принят на вооружение | 1972 год              | 1978 год                        | 1962 год                      | 1978 год              | 1978 год                      |
| Годы производства    | 1968 — 1981           | 1977 — 1983                     | 1961 — 1977                   | 1978 — 1992           | 1976 — 1990                   |
| Единиц произведено   | 573                   | 85                              | 206                           | 165                   | 86                            |
| Статус               | Состоит на вооружении | Состоит на вооружении           | Снят с вооружения в 1993 году | Состоит на вооружении | Снят с вооружения в 1998 году |

## На вооружении

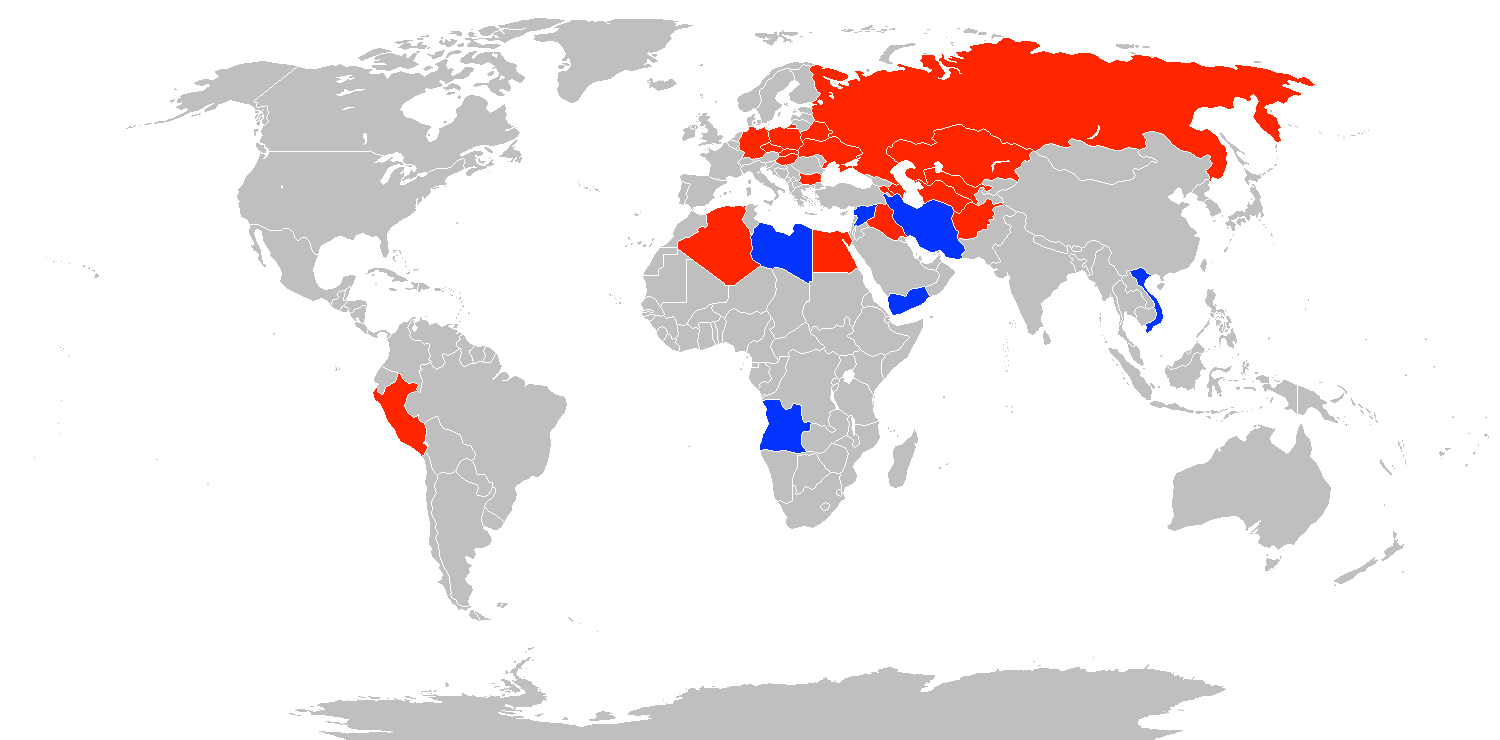
Страны, эксплуатирующие Су-17 (синим цветом) и уже снявшие Су-17 с вооружения (красным)

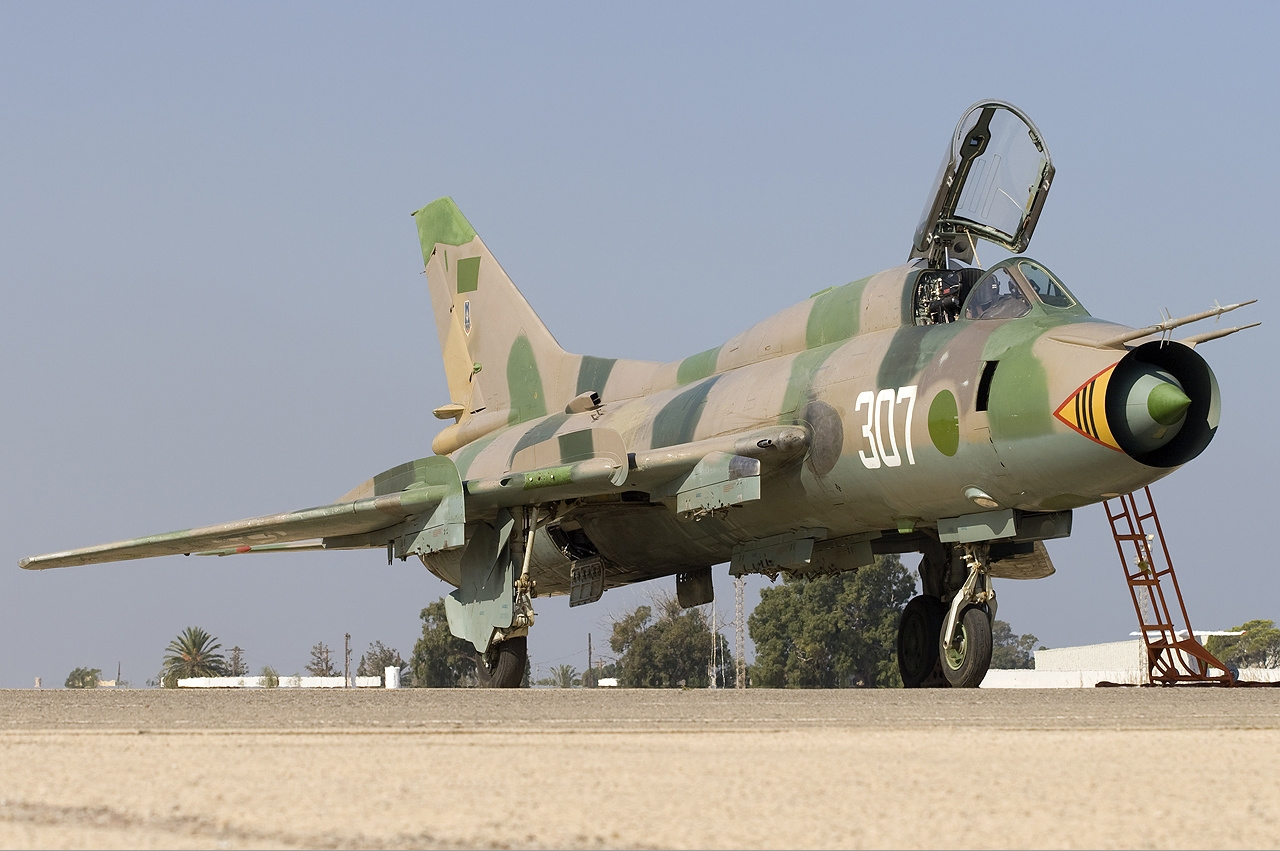
Су-22М ВВС Ливии, 2009 год

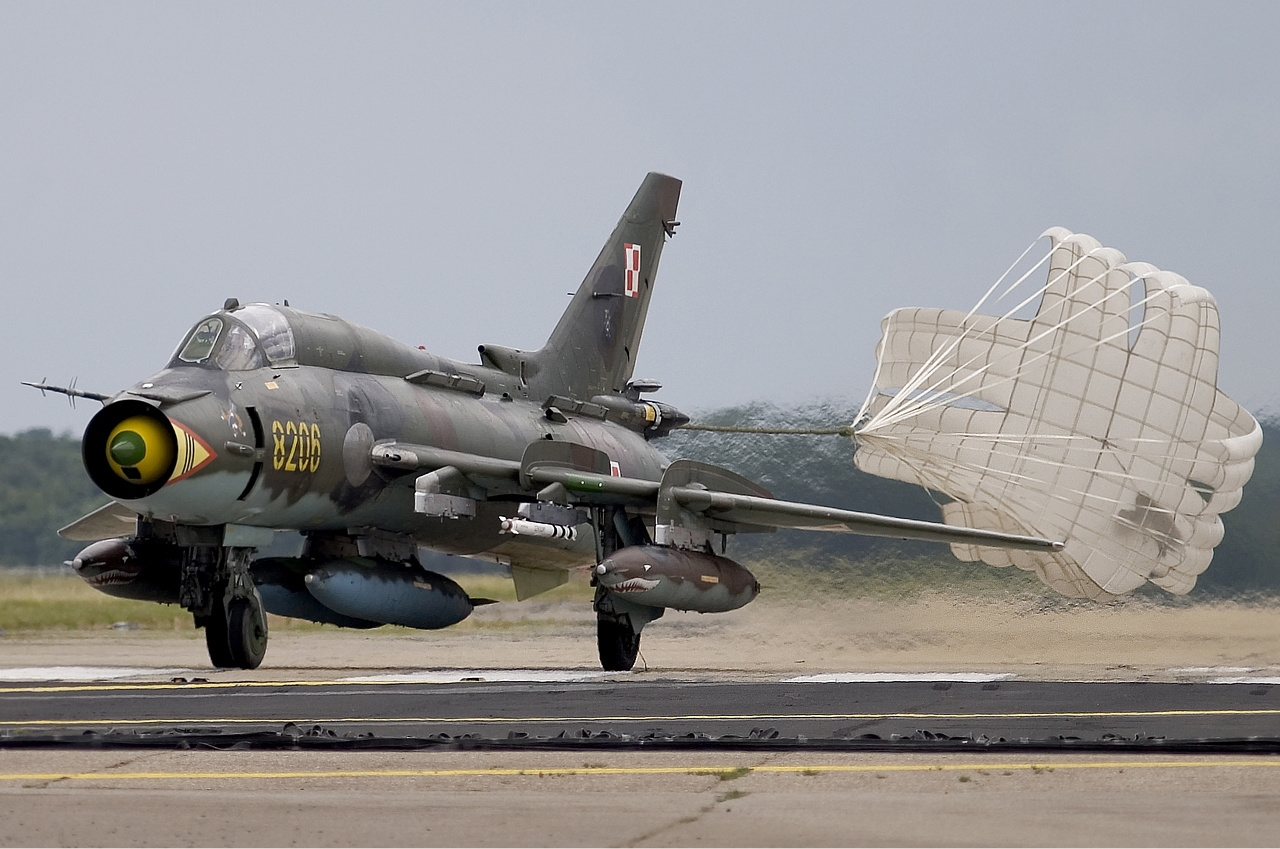
Су-22М4 ВВС Польши, 2009 год

На экспорт до 1991 года было поставлено 1165 Су-17 и его модификаций в 15 стран мира. В настоящее время в 5 государствах и 1 государственном формировании эксплуатируется 86 бомбардировщиков Су-22 различных модификаций. Во всех из них эти самолёты постепенно снимаются с вооружения из-за устаревания и уменьшения ресурса. Средний возраст самолётов превышает 40 лет, а морально устаревшая конструкция и небольшой остаточный ресурс делают затруднительной и неоправданной дальнейшую модернизацию.

### Состоит на вооружении
- Ангола — 13 Су-22, по состоянию на 2023 год[83]
- Вьетнам — 26 Су-22М3/М4/УМ, по состоянию на 2023 год[84]
- Иран: —  до 7 единиц Су-22М4 и 1 Су-22УМ-3К, по состоянию на 2023 год[85]
- Ливия 
  - ЛНА — 1 Су-22УМ3, по состоянию на 2023 год[86]
- Польша — 12 Су-22М-4 и 6 Су-22УМ3К, по состоянию на 2023 год[87]

### Состоял на вооружении
СССР — использовались вплоть до распада страны в следующих авиаполках:
ВВС СССР:
- 20 гв. апиб, ГДР, Гросс-Дельн
- 730 апиб, ГДР, Нойруппин
- 136 апиб, УзССР, Чирчик
- 156 апиб, ТурССР, Мары
- 217 апиб, ТурССР, Кзыл-Арват
- 274 апиб, РСФСР, Мигалово
- 760 апиб, РСФСР, Липецк-2
- 963 уап, РСФСР, Таганрог-Центральный
- 189 гв. апиб, РСФСР, Чиндант (Борзя)
- 959 уап, РСФСР, Ейск-Центральный
- 266 апиб, РСФСР, Степь
- 26 гв. апиб, РСФСР, 10-й участок (Калинка)
- 299 апиб, РСФСР, Бирофельд
- 293 апиб, РСФСР, Возжаевка
- 302 апиб, РСФСР, Переяславка-2
- 523 апиб, РСФСР, Воздвиженка
- 234 гв. смап, РСФСР, Кубинка
- 1046 цплс, РСФСР, Шаталово
- 802 уап, РСФСР, Краснодар-Центральный
- 294 рап, ГДР, Альштедт
- 328 гв. рап, ВНР, Кунмадараш
- 886 рап, ЛатССР, Екабпилс
- 827 рап, УССР, Лиманское
- 87 рап, УзССР, Карши (Ханобад)
- 98 гв. рап, РСФСР, Мончегорск
- 101 орап, РСФСР,  Чиндант (Борзя)
- 168 гв. апиб, Груз. ССР, Большие Шираки
- 166 гв. апиб, Груз. ССР, Марниули
- 1 гв. апиб, ВНР, Кунмадараш
- 381 орап, КазССР, Чимкент, 100 раэ Слиач (ЦГВ) чехословакия
- 314 апиб, УССР, Черляны
- 806 апиб, УССР, Луцк

Авиация ВМФ СССР:
- 66 омшап, РСФСР, Вещево
- 43 омшап, УССР, Гвардейское
- 173 омшап, РСФСР, Пристань (Романовка)
- 846 омшап, РСФСР, Чкаловск (Калининградская область)

Лидерным полком на Су-17 был 523-й апиб из Воздвиженки. Самый последний, кто эксплуатировал Су-17, был 43-й омшап из Гвардейского.
После распада СССР самолёты оказались в составе вооружённых сил новообразовавашихся республик. Были сняты с вооружения в 1990-х годах.
- Россия — сняты с вооружения в 1998 году[1]
- Украина — 30 Су-17, по состоянию на 1992 год[89]. Сняты с вооружения в 1990-х гг. По состоянию на 2013 год один Су-17УМ3 (б/н 77, с/н 62918) продолжает эксплуатироваться для поддержания лётных навыков лётчиков Запорожского АРЗ[90].
- Белоруссия
- Азербайджан
- Армения
- Туркменистан
- ГДР: Су-22М4
- КНДР — 17 Су-20, по состоянию на 2012 год[91]. По состоянию на 2023 на вооружении не стоит.
- Чехословакия: Су-22М4. После распада Чехословакии разделены между ВВС Чехии и Словакии. В Чехии сняты с вооружения в 2002 году.
- Алжир: Су-20, Су-22У
- Афганистан: Су-20, Су-22М, Су-22У, Су-22М4
- Болгария: Су-22М4, Су-22У. Сняты с вооружения в мае 2004.
- Венгрия: Су-22М3. Сняты с вооружения в 1997 году.
- Египет: Су-17К, Су-20. Два самолёта были переданы ФРГ в 1985 году.
- Ирак: Су-20, Су-22, Су-22У, Су-22М, Су-22М4
- Йемен: Су-22, Су-22М3
- Перу: Су-22, Су-22У, Су-22М
- Баасистская Сирия — 20 Су-22М3/Су-22М4, по состоянию на 2023 год[92]
- Узбекистан: Су-17M, Су-17УМ-3

## Авиапамятники и экспонаты музеев
Актуальная таблица памятников истребителей-бомбардировщиков Су-17 всех модификаций находится на сайте Ейского Высшего Военного Авиационного Училища Лётчиков (ЕВВАУЛ):

Памятники ИБА: Су-17
| п/п | Тип       | Бортовой номер | Страна     | Местонахождение | На карте | Изображение            |
| --- | --------- | -------------- | ---------- | --- | -------- | ---------------------- |
| 1   | Су-17     | 24             | Россия     | г. Монино, Центральный музей Военно-воздушных сил РФ | карта    |                        |
| 2   | Су-17     | 100            | Россия     | г. Ейск, площадь Авиаторов. Первый серийный Су-17 (зав. номер 8601). Мемориальный текст: «Авиаторам училища. 1918—1988». Номер 100 присвоен в честь празднования 100-летия ЕВВАУЛ 25-го июля 2015 г. | карта    | Фото и краткая история |
| 3   | Су-17М    | 101            | Белоруссия | Витебская область, г. Глубокое, на въезде с юга. В этом городе родился авиаконструктор Павел Осипович Сухой. | карта    |                        |
| 4   | Су-20     | 6255           | Польша     | г. Демблин (Dęblin), Музей Военно-Воздушных Сил (Muzeum Sił Powietrznych). | карта    |                        |
| 5   | Су-17М2   | 67             | Россия     | г. Нижний Тагил, Институт испытания металлов (НТИИМ). Мемориальный текст: Сверхзвуковой истребитель-бомбардировщик Су-17М2 — основной самолёт-носитель лётно-испытательной базы НТИИМ в 1979—1992 гг. | карта    | фото                   |
| 6   | Су-17УМ   | 80             | Украина    | г. Киев, Государственный музей авиации Украины (аэропорт Жуляны) | карта    | Су-17УМ.JPG            |
| 7   | Су-22     | -              | Перу       | г. Кальяо (Callao), международный аэропорт им. Хорхе Чавеса (лётчик Jorge Chávez), ул. им. Эльмер Фаусет (Elmer Faucett) | карта    |                        |
| 8   | Су-22У    | 027            | Перу       | г. Лима, площадь им. Хорхе Чавеса (лётчик Jorge Chávez), памятник самолёту Су-22 /перед Главным Штабом ВВС/ · · · Мемориальный текст: Сверхзвуковой истребитель-бомбардировщик Су-22. Самолёт участвовал в ряде операций по защите нашей Родины. Находился в строю в течение 30 лет (с 1977 по 2006). 23 июля 2013 г. | карта    | фото                   |
| 9   | Су-17М3   | 93             | Россия     | г. Монино, Центральный музей Военно-воздушных сил РФ | карта    |                        |
| 10  | Су-17М3   | 25             | Россия     | г. Барнаул, Алтайский краевой авиамузей на аэродроме «Лесной» |          |                        |
| 11  | Су-22М    | 5815           | Вьетнам    | аэродром Тхо Суан (Thọ Xuân) | карта    | фото                   |
| 12  | Су-22М3   | 01             | Венгрия    | аэродром Кечкемет (Kecskemét) | карта    |                        |
| 13  | Су-17УМ3  | 56             | Россия     | г. Монино, Центральный музей Военно-воздушных сил РФ | карта    | фото                   |
| 14  | Су-22УМ3К | 81             | Россия     | г. Москва, Центральный музей Великой Отечественной войны | карта    |                        |
| 15  | Су-17М4   | 71             | Украина    | Запорожская область, г. Энергодар, парк Победы. | карта    |                        |
| 16  | Су-22М4   | 9410           | Польша     | г. Демблин (Dęblin), Музей Военно-Воздушных Сил (Muzeum Sił Powietrznych). | карта    |                        |
| 17  | СУ-17     |                | Россия     | Выставочный комплекс «Салют, Победа!» в Оренбурге. |          |                        |
| 18  | СУ-17М4   | 36             | Россия     | ПГТ Панино, Воронежская область |          |                        |
| 19  | Су-17М    | 42             | Белоруссия | Музей авиационной техники. Минский аэроклуб. Боровая |          |                        |
| 20  | Су-22М4   |                | Германия   | Аэродром Эрфут-Зёммерда | карта    |                        |
| 21  | Су-17     | 70             | Россия     | г. Омск, парк «Салют Сибири» | карта    |                        |
| 22  | Су-17     |                | Узбекистан | г. Карши, парк «Ватанпарвар» |          |                        |
| 23  | Су-17     | 43             | Россия     | Музейный комплекс УГМК, г. Верхняя Пышма, Свердловская область |          |                        |
| 24  | Су-17УМ3  | 19             | Россия     | Курганский авиационный музей |          |                        |
| 25  | Су-17УМ3  |                | Узбекистан | г. Ташкент, перекресток улиц Лутфи и Катта Хирмонтепа | карта    |                        |